# Oecetis bilobosa
Oecetis bilobosa är en nattsländeart som beskrevs av Oliver S. Flint Jr. 1974. Oecetis bilobosa ingår i släktet Oecetis och familjen långhornssländor. Inga underarter finns listade i Catalogue of Life.